# Турбомека Астазу
Турбомека астазу (фр. Turbomeca Astazou) је веома успешна серија турбинских и гаснотурбинских мотора, први пут конструисана 1957. године. Оригинална верзија имала је масу од 110 кг, са 240 kW снаге и 40 хиљада окрета у минуту. У употребу је ушла 1951. године након 150 сати тестирања. Име је добила према планинскм врховима Пиринеја.
У наредним деценијама Астазу је не само је постао најбоље продаван Турбомекин мотор, већ је свом произвођачу донео и светску славу, а временом се и познати енглески произвођач мотора Ролс-Ројс (ен. Rolls Royce) укључио у производњу одређених делова.

## Дизајн и развој
Астазу IIA развијен је из оригиналних астазу електрана за напајање хеликоптера. До 1993. произведено је око 2.220 комада. Већина авиона која је користила овај модел мотора добила је замене у виду напреднијих верзија.
Основа дизајна су два компресора, аксијалног и радијалног облика. Има прстенасту комору за сагоревање, одакле гасови улазе у троделну аксијалну турбину. Максималан број обртаја временом је повећан на 43.500.
Турбине имају додатни део испред довода ваздуха, који смањује брзину пропелера на 1.800, 2.080, затим 2.200 или 2.400 (авиони) и 6.000 (хеликоптери). Мотор се сам покреће, па пилот једино подешава жељени број обртаја.
Од верзије Астазу Х, мотор добија и другу аксијалну фазу компресора. Овај модел производио се за авионе Потез 840. Верзије од XIV до XVI производиле су се у фабрици Ролс ројс под именима AZ14 и AZ16.
Снага се временом повећавала, па је модел Астазу XVIII имао 783 kW (дуални мотор). Астазу XX добио је и трећу аксијални фазу, па се и снага попела на 1075 kW.

## Развој у Југославији
У Југославији се овај мотор појавио увођењем лаког хеликоптера СА 341/342 Газела (Gazelle) у наоружање ЈРВ. С обзиром да је Фабрика авиона „Соко” у Мостару почела са лиценцном производњом Газеле, почетком седамдесетих година прошлог века донета је одлука да Фабрика мотора „ДМБ” у Раковици крене са производњом одређених делова и склопова тзв. „хладног дела” за две верзије мотора Астазу - IIIБ и XIV, као и склопа редуктора у његовом предњем делу, што је знатно допринело подизању технолошког нивоа фабрике.

## Коришћење
- Дорније Do 27
- FMA IA 58 Пусара
- Хендли пејџ џетстрим
- Мицубиши MU-2
- Норд норалфа
- Пилатус PC-6 турбо портер
- Потез 840
- СФЕРА маркиз
- Шорт SC.7 скајвен
- СИПА антилоп
- Аерошпацијал алвет II
- Аерошпацијал газела
- Агуста A.106
- Агуста A.115
- Аерошпацијал SA 360 делфин

## Одлике
У табели која следи наведене су неке од основних карактеристика изабраних модела мотора
| Астазу       | II   | IIA     | III C2/N2 | X    | XIV B/F | XIV H/M   |
| ------------ | ---- | ------- | --------- | ---- | ------- | --------- |
| Снага у KW   | 390  | 390     | 480       | 465  | 440     | 440       |
| Дужина у мм  | 1810 | 1427,50 | 1433,50   | 1912 | 1434р   | 1470/1474 |
| Пречник у мм | 460  | -       | -         | -    | -       | -         |
| Висина у мм  | -    | 516     | 483       | -    | 520     | 500/460   |
| Ширина у мм  | -    | 560     | 508       | -    | 623,50  | 565/570   |
| Тежина у кг  | 123  | 142     | 150,3     | 128  | 160     | 160       |